# الدوري الهولندي الممتاز 1934–35
الدوري الهولندي الممتاز 1934–35 (بالهولندية: Nederlands landskampioenschap voetbal 1934/35)‏ هو الموسم 47 من الدوري الهولندي الممتاز. أشرف على تنظيمه الاتحاد الملكي الهولندي لكرة القدم، وكان عدد الأندية المشاركة فيه 50، وفاز فيه نادي آيندهوفن.